# Red Bull RB5
A Red Bull RB5  egy Formula–1-es versenyautó, melyet a Red Bull Racing konstruktőr használt a 2009-es Formula–1 világbajnokság alatt. Az autót Adrian Newey és Geoff Willis tervezte, majd építette. A modellt 2009. február 9-én mutatták be a jerezi pályán, Spanyolországban. A csapat két versenyzője a német Sebastian Vettel és az ausztrál Mark Webber volt a szezon folyamán. Az autó Vettel által kapott beceneve "Kate", majd miután az Ausztrál Nagydíjon összetörte azt és új kasztnit kellett gyártani, azt "Kate's Dirty Sister" néven emlegette.
Ezzel az autóval érte el a csapat első pole pozícióját, első győzelmét, és első kettős győzelmét is. A szezon 17 versenyéből hatot megnyertek, ebből Vettel négyet, Webber pedig kettőt. A csapat egyéniben (Sebastian Vettel) és csapatban is második lett az év végén. A Red Bull, hálája jeléül, Adrian Neweynak ajándékozta az egyik autót 2010-ben.

## Áttekintés
A 2009-es évben új szabályokat vezettek be a Formula–1-ben. Keskenyebb és magasabb hátsó szárnyak, nagyobb és alacsonyabb első szárnyak kerültek bevezetésre, az aerodinamika látványos leegyszerűsítésre került, és újra visszahozták a slick gumikat. Bevezették a kinetikus energia-visszanyelő (KERS) alkalmazásának lehetőségét, mely egy körön belül gombnyomásra juttatta a pilótákat plusz lóerőkhöz. A Red Bull elhatározta, hogy kifejleszti a sajátját, melyre egy gyártűz miatt végül nem került sor; ezután bejelentették, hogy a Renault eszközét használják, végül azonban KERS nélkül teljesítették az évet.
Az RB5-ös fejlesztése sokáig elhúzódott, így a teszteken is később mutatkozott be. Nagy reményeket fűztek hozzá, hiszen már az elődje is elért egy dobogós helyezést, a cél pedig a teljesítmény javítása volt.
A tesztek során a sebességváltó túlmelegedése jelentkezett mint probléma. Vettel volt a leggyorsabb, gyorsabb, mint a Williams, a McLaren, és a Renault autói. Webber, aki egy kerékpáros balesetben 2008 végén eltörte a lábát, 83 kört tudott egyhuzamban megtenni, és még jobb időkkel, mint Vettel.
Kínában Vettel megszerezte a csapat első pole pozícióját, majd megnyerte a futamot is, Webber pedig második lett, ezzel egyszerre lett meg az első pole, az első győzelem, és az első kettős győzelem is. A szezon során folyamatosan javult a teljesítményük, és az év végére autójuk a leggyorsabb lett, de a Brawn GP-t nem tudták már megszorongatni, így csak konstruktőri másodikok lettek.
Az évet egy keskenyebb, tűszerű végződésű orral kezdte a csapat, a brit nagydíjtól kezdve egy laposabb, szélesebb konstrukcióra tértek át.

## Eredmények
(Táblázat értelmezése)

(Félkövér: pole-pozícióból indult; dőlt: leggyorsabb kört futott) 

| Év   | Konstruktőr     | Motor           | Gumi | Versenyzők | 1   | 2    | 3   | 4   | 5   | 6   | 7   | 8   | 9   | 10  | 11  | 12  | 13  | 14  | 15  | 16  | 17  | Pont  | Helyezés |
| ---- | --------------- | --------------- | ---- | ---------- | --- | ---- | --- | --- | --- | --- | --- | --- | --- | --- | --- | --- | --- | --- | --- | --- | --- | ----- | -------- |
| 2009 | Red Bull Racing | Renault RS27 V8 | B    |            | AUS | MAL† | CHN | BHR | ESP | MON | TUR | GBR | GER | HUN | EUR | BEL | ITA | SIN | JPN | BRA | ABU | 153.5 | 2.       |
| 2009 | Red Bull Racing | Renault RS27 V8 | B    | Webber     | 12  | 6    | 2   | 11  | 3   | 5   | 2   | 2   | 1   | 3   | 9   | 9   | Ki  | Ki  | 17  | 1   | 2   | 153.5 | 2.       |
| 2009 | Red Bull Racing | Renault RS27 V8 | B    | Vettel     | 13  | 15   | 1   | 2   | 4   | Ki  | 3   | 1   | 2   | Ki  | Ki  | 3   | 8   | 4   | 1   | 4   | 1   | 153.5 | 2.       |

† - a majáj nagydíjon fél pontokat osztottak, mert a mezőny nem teljesítette a versenytáv 75 százalékát.

## Külső hivatkozások
1. ↑  Noble, Jonathan: Red Bull unveil the RB5 at Jerez - F1 - Autosport (angol nyelven). Autosport.com. (Hozzáférés: 2019. február 18.)
2. ↑  Archivált másolat. [2012. július 18-i dátummal az eredetiből archiválva]. (Hozzáférés: 2019. február 18.)
3. ↑  „Red Bull reward Newey with F1 car”, 2010. július 2. (Hozzáférés: 2023. november 9.) (brit angol nyelvű)
4. ↑  http://grandprix.com/ns/ns21143.html
5. ↑  Latest News (angol nyelven). Formula 1® - The Official F1® Website. (Hozzáférés: 2019. február 18.)
6. ↑  Noble, Jonathan: Red Bull to use Renault's KERS - F1 - Autosport (angol nyelven). Autosport.com. (Hozzáférés: 2019. február 18.)
7. ↑  Elizalde, Edd Straw and Pablo: Horner hopeful on 'different' approach - F1 - Autosport (angol nyelven). Autosport.com. (Hozzáférés: 2019. február 18.)
8. ↑  Noble, Jonathan: Vettel shines with new Red Bull at Jerez - F1 - Autosport (angol nyelven). Autosport.com. (Hozzáférés: 2019. február 18.)
9. ↑  Webber pleased with first day back (angol nyelven). www.autosport.com, 2009. február 11. (Hozzáférés: 2023. november 9.)